# Erebia bubastis
Erebia bubastis är en fjärilsart som beskrevs av Curt Eisner 1946. Erebia bubastis ingår i släktet Erebia och familjen praktfjärilar. Inga underarter finns listade i Catalogue of Life.